# 帕莱索区
帕莱索区（法語：Arrondissement de Palaiseau）是法国法蘭西島大區埃松省所辖的一个区。总面积484平方公里，总人口627240，人口密度1296人/平方公里（2018年）。主要城镇为帕莱索。

## 辖区
帕莱索区辖有68个市镇。